# Elf (filme)
'Elf' (bra: Um Duende em Nova York; prt: Elf - O Falso Duende) é um filme germano-norte-americano de 2003, dos gêneros comédia, aventura e fantasia, dirigido por Jon Favreau e estrelado por Will Ferrell.

## Sinopse
Buddy (Will Ferrell) é um menino criado como um elfo na oficina do Papai Noel no polo norte. Um dia ele percebe que cresceu bem mais que os outros elfos, e acaba descobrindo que seu pai biológico (James Caan) vive em Nova York. Com sua inocência de criança, Buddy inicia uma jornada em busca de seu pai, e quando o encontra, vê que seu pai é como o Tio Patinhas e seu meio-irmão (Daniel Tay) não acredita em Papai Noel. Buddy não consegue entender porque sua nova família e o povo de Nova York deixaram de acreditar no Espírito de Natal. Buddy trabalha para trazer de volta o Espírito de Natal. Buddy ajuda seu irmão a vencer uma luta de bola de neve contra alguns valentões no Central Park, aí eles viram irmãos de verdade. Depois, Buddy decora a sala do Papai Noel no Gimbell's e conhece uma linda garota (Zooey Deschanel). O Espírito de Natal volta à Nova York, quando todo mundo canta "Santa Claus is Comin' to Town".

## Elenco
| Personagem                   | Ator/atriz        |
| ---------------------------- | ----------------- |
| Buddy                        | Will Ferrell      |
| Walter                       | James Caan        |
| Papa Elf                     | Bob Newhart       |
| Papai Noel                   | Edward Asner      |
| Emily                        | Mary Steenburgen  |
| Jovie                        | Zooey Deschanel   |
| Miles Finch                  | Peter Dinklage    |
| Deb                          | Amy Sedaris       |
| Eugene                       | Kyle Gass         |
| Ming Ming                    | Peter Billingsley |
| Doutor                       | Jon Favreau       |
| Leon, o Boneco de Neve (voz) | Leon Redbone      |